# Cabaret Frolics
Le Cabaret Frolics fut le premier grand cabaret de variétés de l'histoire de Montréal et du Canada.
Il était situé au 2e étage d'un immeuble situé au 1417, boulevard Saint-Laurent (juste au nord de rue Sainte-Catherine) et fut en opération de 1930 à 1933. 

## Histoire
À cause de la prohibition implantée aux États-Unis en 1920, plusieurs artistes de la scène new-yorkaise s'installent à Montréal pour jouer parmi le milieu naissant des cabarets montréalais des années 1920. Montréal se bâtit en peu de temps une réputation attirante pour les touristes, les investisseurs et les parieurs. 
Pour profiter de cet engouement envers Montréal, deux hommes d'affaires montréalais, les frères Hill et Charles Bordoff, investissent $ 50 000 en 1929 pour transformer un entrepôt de fourrures du boulevard Saint-Laurent en un immense cabaret (night-club) haut-de-gamme.  
C'était un cabaret pourvu d'une superbe piste de danse et d'un système d'éclairage très élaboré pour l'époque.
L'ouverture du Cabaret Frolics en mai 1930 fit grande impression à Montréal et aux États-Unis parce que la plus importante vedette des cabarets new-yorkais, Texas Guinan en fut la vedette lors de l'ouverture. 
Texas Guinan fit grande sensation mais, surtout, accéléra l'engouement pour Montréal et une multitude d'artiste de cabarets américains (MC, chanteurs, musiciens, etc.) vinrent également s'établir à Montréal. D'ailleurs Texas Guinan fera de nombreuses présences au Cabaret Frolics.
Le Cabaret Frolics pouvait recevoir un orchestre de 15 musiciens et comprenant une immense salle de danse. Billy Munro en fut le principal directeur musical et chef d'orchestre. L'établissement présentait deux spectacles par soir en semaine et trois le samedi
Le cabaret était reconnu pour offrir seulement deux choix d'alcool : la bouteille de champagne à $ 15 et le verre de bière à $ 1.
Le Cabaret Frolics souffrit de la fin de la prohibition aux États-Unis (en 1933) et du retour de plusieurs vedettes vers New-York. En 1934, il changea de propriétaires et d'orientation, se consacra au jazz sous le nom de Connie's Inn. 
En fait, l'adresse (1417, boulevard Saint-Laurent) changea souvent de propriétaires et de noms avant d'accueillir en 1947, un autre cabaret demeuré célèbre : Au Faisan Doré.

## Anecdotes
- C'est au Cabaret Frolics qu'a eu lieu la première émission radiophonique diffusée à partir d'une boîte de nuit ou d'un cabaret au Canada, par la station CFCF de Montréal. Texas Guinan en fut la vedette[4].

- Aline Gubbay précise qu'il y avait 20 serveurs en permanence et qu'il n'y avait qu'une seule bière offerte au Frolics: la Frontenac Blue Label[4].

- Le journal montréalais The Gazette a réalisé un article important sur le Cabaret Frolics et la présence de Texas Guinan à Montréal: Hello suckers, said Texas, first "Queen of the Main" (26 janvier 1963)[5].

## Sources et liens externes
- Aline Gubbay, A street called The Main, Meridian Press, Montréal, 1989
- Bourassa, A. G. et Larrue, J. M., Les nuits de la Main : Cent ans de spectacles sur le boulevard St-Laurent (1891-1991), Montréal, Éditions VLB., 1993